# The Twelfth Juror (film 1913)
The Twelfth Juror è un cortometraggio muto del 1913 diretto da George Lessey. Il soggetto si basa su un famoso caso accaduto in Inghilterra di un uomo giustiziato benché innocente dopo un processo basato su prove indiziarie.

## Trama
Harry Baker e Alice Charlton si incontrano a un ballo campestre dove Harry litiga con Clarence Morton, un suo rivale in amore. Più tardi, Morton, accusato da Jeff Robey, un vicino di casa di Harry, di furto, viene alle mani con il vicino, restando accidentalmente ucciso da una coltellata. Harry, che scopre il cadavere, viene accusato di omicidio. Al processo, il vero assassino si trova in giuria. Alice piange alla condanna di Harry e Robey finisce per confessare.

## Produzione
Il film fu prodotto dalla Edison Company.

## Distribuzione
Distribuito dalla General Film Company, il film - un cortometraggio in una bobina - uscì nelle sale cinematografiche degli Stati Uniti il 19 aprile 1913. Non si conoscono copie ancora esistenti della pellicola che viene considerata presumibilmente perduta.